# Hiidenjoki
Hiidenjoki är ett vattendrag i Finland.   Det ligger i landskapet Egentliga Tavastland, i den södra delen av landet, 90 km norr om huvudstaden Helsingfors. Hiidenjoki ligger vid sjön Katumajärvi.